# Bons baisers du Tyrol
Pour plus de détails, voir Fiche technique et Distribution.
Bons baisers du Tyrol (Liebesgrüße aus Tirol) est un film autrichien réalisé par Franz Antel, sorti en 1964.

## Synopsis
Rena voulait aller avec son père, le consul du Danemark en Allemagne, à Kitzbühel cet été. Mais celui-ci est empêché, Rena se déplace avec sa meilleure amie Susie et son nouveau compagnon Robert. Ce jeune homme d'origine noble a beaucoup de dettes, il espère épouser Rena pendant ces vacances pour avoir de l'argent. Quand il entend qu'il sera la cinquième roue du carrosse, il tente de le contrecarrer : Il annule dans leurs dos les chambres réservées des deux femmes à Kitzbühel pour qu'au moins Rena partage la sienne.
La nouveau locataire de cette chambre est le professeur Stefan Burger, un psychologue pour enfants. Il est le professeur d'université de Susi et secrètement amoureux d'elle. Il vient pour un poste dans une école d'enfants difficiles. L'école doit ouvrir dans le château d'Itter grâce à la générosité de la millionnaire américaine, Mrs. Applewhite, qui sera également la directrice.
Quand Rena et Susi se rendent compte qu'elles n'ont plus de chambre et décident de faire une entourloupe à Robert, elles se font embaucher comme réceptionniste et femme de chambre dans l'hôtel. Susi est heureuse quand elle découvre que Stefan Burger est également à l'hôtel puis a au téléphone Mrs. Applewhite qui veut voir Stefan dans l'heure en compagnie des enfants pour être sûr de lui accorder le poste. Cependant Stefan est parti déjeuner, Rena se déguise en enfant pour se faire passer comme la fille de Stefan. Mrs. Applewhite est enthousiaste et décide de rester plusieurs jours à Kitzbühel. Stefan est surprise de cette présence, mais croit que Rena est un enfant et pas le sien. Tout va bien, mais Susi et Rena se méfient de Robert. Susi est tombée amoureuse de Thomas, le chef de l'hôtel, qui soupçonne Susi d'être derrière l'affaire.
Peu de temps avant la cérémonie de signature, Mrs. Applewhite découvre la valise de Rena avec ses papiers. Elle voit qu'elle a 18 ans et n'est pas la fille de Stefan. Mais les tentatives pour lever l'affaire se heurtent à des coïncidences. Quand Stefan s'apprête à signer son contrat et lit qu'il doit vivre avec sa fille Rena, il refuse. Mrs. Applewhite lui apprend que Rena n'est ni une enfant ni sa fille et Stefan est surpris quand il apprend l'âge de Rena. Avant qu'il ne puisse les inciter à admettre leur âge, Susi, Robert et le consul Larsen arrivent au château et avouent la tromperie. Stefan part furieux. Rena le rattrape à la gare, ils s'avouent leur amour.
Tout a une fin heureuse : Susi et Thomas se mettent en couple, Susi reste travailler dans l'hôtellerie. Mrs. Applewhite confie la direction de l'école à Stefan qui va épouser Rena.

## Fiche technique
- Titre français : Bons baisers du Tyrol[1]
- Titre original : Liebesgrüße aus Tirol
- Réalisation : Franz Antel assisté d'Otto Stenzel
- Scénario : Kurt Nachmann
- Musique : Johannes Fehring
- Direction artistique : Theo Harisch
- Photographie : Hannes Staudinger
- Son : Oskar Nekut
- Montage : Annemarie Reisetbauer
- Production : Carl Szokoll
- Société de production : Neue Delta
- Pays d'origine :  Autriche
- Langue : allemand
- Format : Couleur - 1,37:1 - Mono - 35 mm
- Genre : Comédie
- Durée : 91 minutes
- Dates de sortie :
  - Allemagne : 25 décembre 1964.
  - Autriche : 8 janvier 1965.
  - France : 9 septembre 1966[1].
  - Danemark : 14 août 1967.

## Distribution
- Gitte Hænning : Rena Larsen
- Peter Weck : Prof. Dr. Stefan Burger
- Marlene Warrlich : Susi Lenz
- Grethe Weiser : Mrs. Applewhite
- Thomas Alder : Thomas Holl
- Gunther Philipp : Joshua Graham
- Margit Nünke : La comtesse Melanie
- Peter Fröhlich : Robert von Zarewski
- Mady Rahl : La cliente de l'hôtel
- Joseph Egger : Oncle Sebastian Holl
- Franz Muxeneder: Zyprian
- Rudolf Schündler : Prof. Krusius
- Otto F. Hænning : Le consul Larsen
- Uta Levka : Gladis

## Source de la traduction
- (de) Cet article est partiellement ou en totalité issu de l’article de Wikipédia en allemand intitulé « Liebesgrüße aus Tirol » (voir la liste des auteurs).